# 新井健二
新井 健二（あらい けんじ、1978年5月19日 - ）は、埼玉県出身の元サッカー選手。ポジションはディフェンダー（センターバック）。

## 人物・来歴
2001年に立正大学からアルビレックス新潟に入団。1年目の開幕戦から先発メンバーに名を連ね、しばらくレギュラーに定着していた。しかし徐々に出場機会を減らすと、2004年からはシンガポールに創設されたばかりのアルビレックス新潟シンガポールに期限付き移籍で加入。2年間にわたってキャプテンを務めた。
2006年にシンガポール・アームド・フォーシズFC（SAFFC）から外国人助っ人としてオファーを受け、完全移籍した。同年、守備の要としてチームのリーグ最少失点に貢献し、チームはリーグ優勝した。また、契約スポンサーであるアディダス主催のチャリティーマッチに出場し、ジネディーヌ・ジダンと競演した。2007年は、同チームでリーグ2連覇を達成し、カップ戦も優勝した。AFCカップにも参戦し、日本人として初得点を記録した。2008年は、優勝のかかった大一番で決勝点を挙げるなど、シンガポールリーグ史上初のリーグ3連覇、カップ戦2連覇に貢献した。2008年には、AFCのプレーオフを勝ち抜き、ACLに出場。日本で鹿島アントラーズとも対戦した。更に、北京オリンピック・ブラジル代表との親善試合に、シンガポール代表として日本人で初めて選抜され、ロナウジーニョなどと対戦した。2008年2月、フリーアナウンサーの田島葉子と結婚。2008年12月にハワイで挙式した。2009年シーズンも、SAFFCでリーグ優勝を成し遂げ、史上初の4連覇を達成し、記録を塗り替えた。2013年3月、引退を表明。
大学時代の1年後輩に後に北朝鮮代表となる安英学がおり、新井の視察に大学を訪れたアルビレックス新潟のスタッフの目に留まり、安も新井と同じく卒業後に新潟に入団する事になる。

## 所属クラブ
- 1994年 - 1996年 常磐高校
- 1997年 - 2005年 立正大学
- 2001年 - 2005年  アルビレックス新潟
  - 2004年 - 2005年  アルビレックス新潟S(期限付き移籍)
- 2006年 - 2009年  SAFFC
- 2009年9月 - 2010年  SCゴア
- 2010年  センカン・プンゴル
- 2011年 - 2012年  ホーム・ユナイテッド

## 個人成績
| 国内大会個人成績 | 国内大会個人成績   | 国内大会個人成績 | 国内大会個人成績 | 国内大会個人成績 | 国内大会個人成績 | 国内大会個人成績 | 国内大会個人成績 | 国内大会個人成績 | 国内大会個人成績 | 国内大会個人成績 | 国内大会個人成績 |
| 年度             | クラブ             | 背番号           | リーグ           | リーグ戦         | リーグ戦         | リーグ杯         | リーグ杯         | オープン杯       | オープン杯       | 期間通算         | 期間通算         |
| 年度             | クラブ             | 背番号           | リーグ           | 出場             | 得点             | 出場             | 得点             | 出場             | 得点             | 出場             | 得点             |
| 日本             | 日本               | 日本             | 日本             | リーグ戦         | リーグ戦         | リーグ杯         | リーグ杯         | 天皇杯           | 天皇杯           | 期間通算         | 期間通算         |
| ---------------- | ------------------ | ---------------- | ---------------- | ---------------- | ---------------- | ---------------- | ---------------- | ---------------- | ---------------- | ---------------- | ---------------- |
| 2001             | 新潟               | 13               | J2               | 20               | 0                | 2                | 0                | 2                | 0                | 24               | 0                |
| 2002             | 新潟               | 13               | J2               | 2                | 0                | -                | -                | 1                | 0                | 3                | 0                |
| 2003             | 新潟               | 13               | J2               | 4                | 0                | -                | -                | 1                | 0                | 5                | 0                |
| シンガポール     | シンガポール       | シンガポール     | シンガポール     | リーグ戦         | リーグ戦         | リーグ杯         | リーグ杯         | シンガポール杯   | シンガポール杯   | 期間通算         | 期間通算         |
| 2004             | 新潟S              | 3                | Sリーグ          | 26               | 3                | -                | -                | 1                | 0                | 27               | 3                |
| 2005             | 新潟S              | 3                | Sリーグ          | 25               | 3                | -                | -                | 3                | 0                | 28               | 3                |
| 2006             | SAFFC              | 3                | Sリーグ          | 28               | 3                | -                | -                | 3                | 0                | 31               | 3                |
| 2007             | SAFFC              | 3                | Sリーグ          | 30               | 4                | -                | -                | 6                | 1                | 36               | 5                |
| 2008             | SAFFC              | 3                | Sリーグ          | 31               | 4                | -                | -                | 5                | 1                | 38               | 5                |
| 2009             | SAFFC              | 3                | Sリーグ          | 30               | 4                | -                | -                |                  |                  |                  |                  |
| インド           | インド             | インド           | インド           | リーグ戦         | リーグ戦         | リーグ杯         | リーグ杯         | オープン杯       | オープン杯       | 期間通算         | 期間通算         |
| 2010             | ゴア               | 17               | Iリーグ          |                  |                  | -                | -                |                  |                  |                  |                  |
| シンガポール     | シンガポール       | シンガポール     | シンガポール     | リーグ戦         | リーグ戦         | リーグ杯         | リーグ杯         | シンガポール杯   | シンガポール杯   | 期間通算         | 期間通算         |
| 2010             | センカン・プンゴル | 3                | Sリーグ          | 17               | 3                | -                | -                | -                | -                | 17               | 3                |
| 2011             | ホームU            | 3                | Sリーグ          | 31               | 1                | 2                | 0                | 6                | 1                | 39               | 2                |
| 通算             | 日本               | 日本             | J2               | 26               | 0                | 2                | 0                | 4                | 0                | 32               | 0                |
| 通算             | シンガポール       | シンガポール     | Sリーグ          | 218              | 25               | 2                | 0                |                  |                  |                  |                  |
| 通算             | インド             | インド           | Iリーグ          |                  |                  |                  |                  |                  |                  |                  |                  |
| 総通算           |                    |                  |                  |                  |                  |                  |                  |                  |                  |                  |                  |

| 国際大会個人成績 | 国際大会個人成績 | 国際大会個人成績 | 国際大会個人成績 | 国際大会個人成績 |
| 年度             | クラブ           | 背番号           | 出場             | 得点             |
| AFC              | AFC              | AFC              | ACL              | ACL              |
| ---------------- | ---------------- | ---------------- | ---------------- | ---------------- |
| 2009             | SAFFC            | 3                | 6                | 0                |
| 通算             | AFC              | AFC              | 6                | 0                |

その他の国際公式戦
- 2007年
  - AFCカップ2007 8試合1得点

- 2008年
  - AFCカップ2008 8試合0得点

- 2009年
  - AFCチャンピオンズリーグ2009東アジアプレーオフ 2試合1得点